# Kvetera
Kvetera (gruz. კვეტერის ეკლესია) je gruzijska pravoslavna crkva u povijesnom utvrđenom gradu Kvetera u Kahetiji.
Crkva Kvetera sagrađena je početkom 10. stoljeća. To je relativno mala crkva i podsjeća na gruzijski arhitektonski stil s kupolom. Kupola se oslanja na okrugli timpanon i uzdiže se iznad središnjeg trga. Projekcije završavaju apsidom koja između sebe ima niše. Pročelje crkve nije dizajnirano s mnogo ukrasa što je tipično za kahetijske crkve. Većina pročelja ukrašena je simetričnim lukovima.
Grad Kvetera nekada je bio jedno od središta Kneževine Kahetije, a kasnije i Kraljevine Kahetije. Kahetijski kralj Kvirik III. podijelio kraljevstvo na sedam Saeristawo (regija), uključujući Saeristawo Kvetera političkim središtem u gradu Kvetera. U 13. stoljeću grad postaje pust i nakon toga više nije naseljen. Od tada se Kvetera više ne spominje u gruzijskim izvorima. Prema Vahušti Bagrationiju, crkva Kvetera datira najmanje iz 8. stoljeća. Arheološka istraživanja potvrđuju ovu njegovu verziju. Crkva se spominje i u jednom pisanom dokumentu iz 11. stoljeća.

## Galerija
- Plan crkve
- Crkva i utvrđeni zidovi.

## Vanjske poveznice
- Legenda o Kveteriju
- Kvetera, Dzeglebi.ge
- Kvetera, Informacije i fotografije